# Trennungsprinzip (Gesellschaftsrecht)
Das Trennungsprinzip besagt im Gesellschaftsrecht, dass für die Verbindlichkeiten einer Kapitalgesellschaft den Gläubigern gegenüber im Regelfall nur das Gesellschaftsvermögen haftet, nicht jedoch auch das Privatvermögen der Gesellschafter.

## Allgemeines
Das Trennungsprinzip führt zur Trennung zwischen Privatvermögen und Gesellschaftsvermögen. Nach § 1 Abs. 1 Satz 2 AktG, § 13 Abs. 2 GmbHG und § 171 Abs. 1 HGB haftet den Gläubigern der Aktiengesellschaft und der GmbH nur deren Gesellschaftsvermögen, während bei Kommanditgesellschaften die Haftung der Kommanditisten auf ihre jeweilige Einlage in das Gesellschaftsvermögen beschränkt ist. Hat der an einer Kapitalgesellschaft beteiligte Gesellschafter seinen Geschäftsanteil vollständig eingezahlt, so wird er haftungsfrei (analog § 171 Abs. 1 HGB). Reicht dann das Gesellschaftsvermögen für die Rückzahlung der Gesellschaftsschulden nicht aus, besteht im Regelfall keine Haftung des Gesellschafters mit seinem Privatvermögen. Das ist die Hauptcharakteristik bei Kapitalgesellschaften.
Bei Personengesellschaften haften indes die persönlich haftenden Gesellschafter (alle Gesellschafter einer GbR und OHG, Komplementäre bei der KG) nach §§ 105, § 128 HGB (OHG) bzw. § 161 Abs. 1 HGB (KG) unmittelbar, persönlich und unbeschränkt auch mit ihrem Privatvermögen. Ein Trennungsprinzip im Haftungsfall gibt es hier also nicht.

## Durchgriffshaftung
Das Trennungsprinzip gilt jedoch bei Kapitalgesellschaften nicht uneingeschränkt. Das Reichsgericht hatte sich bereits im Juni 1920 erstmals mit dem Rechtsinstitut der Durchgriffshaftung befasst. Durchgriffshaftung bedeutet, dass die Gesellschafter einer Kapitalgesellschaft in bestimmten Fällen gegenüber den Gesellschaftsgläubigern auch unbeschränkt mit ihrem Privatvermögen haften müssen, wenn das Gesellschaftsvermögen nicht ausreicht. Eine Abweichung von der Grundregel des Trennungsprinzips darf dem Bundesgerichtshof zufolge nur unter schwerwiegenden Gesichtspunkten erfolgen. Im „Autokran“-Urteil durften sich die Gesellschafter nicht auf die rechtliche Selbständigkeit der juristischen Person berufen, sondern mussten analog §§ 105, 128 HGB mit ihrem Privatvermögen haften. Bei der „Bremer Vulkan“-Entscheidung und in späteren Fällen führte der „Missbrauch der juristischen Person“ zum „Verlust der Haftungsbeschränkung“.
Zwar trat beim BGH im Juli 2007 ein Paradigmenwechsel ein, als er bei seiner „Trihotel“-Entscheidung erstmals das Prinzip der Innenhaftung gegenüber der Gesellschaft verfolgte; dies bedeutete jedoch lediglich einen Wechsel der Anspruchsgrundlage. An der Haftung der Gesellschafter mit ihrem Privatvermögen hat dieser Paradigmenwechsel allerdings nichts geändert.

## Rechtsfolgen
Bis auf die Ausnahmesituationen der Durchgriffshaftung haftet den Gläubigern von Kapitalgesellschaften nur deren Gesellschaftsvermögen. Wenn dieses nicht ausreicht, um die Gesellschaftsschulden vollständig zu begleichen, bleibt den unbesicherten Gläubigern nur noch der Weg über den Insolvenzantrag.